# مايكل هارت
مايكل هارت (بالإنجليزية: Michael H. Hart) (28 أبريل 1932) هو فيزيائي فلكي يهودي أمريكي، صاحب كتاب الخالدون المئة. وقد وصف نفسه بأنه «انفصالي عرقي مناصر للبيض»، فاقترح عام 1996 تقسيم الولايات المتحدة إلى أربع دويلات: دويلة للبيض ودويلة للسود ودويلة للهسبان السمر ودويلة للأعراق المختلطة. وهو متزوج وله ولدان.

## سيرته
اشتغل في مركز أبحاث الفضاء في غرين بلت في ميريلاند وفي المركز القومي لأبحاث طبقات الجو في كولورادو، وكذلك في مرصد هيل في كاليفورنيا في بامادينيا. وهو الآن عضو الجمعية الفلكية وفروعها في علوم الكواكب. وأحد العلماء المعتمدين في الفيزياء التطبيقية.

## آراؤه العنصرية وإيمانه بتفوق البيض الأوروبيين
في عام 1996، خطب هارت في مؤتمر مؤسسة جاريد تايلور ذات التوجه العنصري العلمي المعنون نهضة أمريكا، حول الحاجة إلى تقسيم عرقي للولايات الأمريكية على أساس عنصري. اقترح هارت أن تقسم الولايات المتحدة إلى أربعة أقسام، جزء للبيض، وجزء للسود وجزء للهسبان وجزء يظل متعدد العرقيات.
في مؤتمر نهضة أمريكا عام 2006، دخل هارت في مواجهة علنية مع ديفيد ديوك كبير حكماء منظمة الإرهاب المسيحي كو كلوكس كلان التي تعتبر البيض الأوروبيين من أمم الغرب هم أذكى وأكثر عرق تفوقاً وأن باقي الأعراق هي قذرة غبية، ويمثل دوك ولاية لويزيانا سابقاً، بخصوص تعليقات ديوك «المعادية للسامية».
نظم هارت مؤتمرا عنصرياً للافتخار بالبيض الأوروبيين وتفوقهم في مدينة بلتامور في 2009 تحت عنوان الحفاظ على الحضارة الغربية. وقدّم المؤتمر على أنه الحاجة للدفاع عن «الإرث اليهودي-المسيحي والهوية الأوروبية لأمريكا» من المهاجرين، المسلمين والأفارقة الأمريكيين. من ضمن المتحدثين: لورنس أوستر، بيتر برايملو، ستيفن فارون، جوليا جورين، ليون أ. جراجليا، هنري هاربيندينج، روجر مك جراث، بات ريتشاردسون، ج. فيليب روشتون، سيردجا تريفكوفيك وبريندا وولكر.

## شهرته
اشتهر مايكل بعد تأليفه لكتابه «الخالدون المئة» عام 1978، وقد عدَّ النبي محمد بالمرتبة الأولى لأكثر الأشخاص المؤثرين في التاريخ، وبرّر هارت ذلك في كتابه: «اختياري لمحمد على رأس قائمة الأشخاص الأكثر تأثيراً في العالم قد يفاجئ بعض القرّاء وقد يشكك به آخرون، ولكنه الشخص الوحيد في التاريخ الذي كان ناجحًا بتفوقٍ في الجانبين الديني والدنيّوي»، وفي المرتبة الثانية حلً الفيزيائي البريطاني نيوتن لأنه وضع قوانين الحركة وقانون الجذب العام ومساهمته في التفاضل والتكامل والبصريات. ووضع هارت يسوع المسيح في المرتبة الثالثة لأنه أسس المسيحية، وفي المرتبة الرابعة بوذا لتأسيسه للبوذية وفي الخامسة كونفوشيوس لتأسيسه للكونفوشوسية وفي المرتبة السادسة القديس بولس لنشره للدين المسيحي وفي المرتبة السابعة تساي لون مخترع الورق وفي الثامنة يوهان غوتنبرغ مخترع الطباعة وفي المرتبة التاسعة كريستوفر كولمبس مكتشف الأمريكتين وفي المرتبة العاشرة أينشتاين واضع نظريتي النسبية العامة والخاصة.

## المستوى الأكاديمي
- شهادة ليسانس في الرياضيات من جامعة كورنيل عام 1952.
- شهادة ليسانس في القانون من جامعة نيويورك عام 1958.
- شهادة ماجستير في العلوم من جامعة اديلفي عام 1969.
- شهادة دكتوراه في الفلك من جامعة برينستون عام 1972.